# Zoja Rudnova
Zoja Rudnova, född 19 augusti 1946 i Moskva, död 12 mars 2014 i Moskva, var en rysk bordtennisspelare som tävlade för Sovjetunionen. Hon var världsmästare i dubbel och lag. Hon var även europamästare i singel, dubbel, mixed dubbel och lag.
Rudnova var under andra halvan av 1960-talet och första halvan av 1970-talet en av Europas bästa bordtennisspelare. 1969 lyckades hon vinna två VM-titlar; dubbeltiteln med Svetlana Grinberg och lagtiteln. Hon spelade sitt första VM 1963 och deltog i sitt sista 1977 - 15 år senare. Under sin karriär tog hon 6 medaljer i bordtennis-VM: 2 guld, 1 silver och 3 brons.
Hon deltog i sex EM turneringar och tog sig till final tretton gånger på tjugo starter. Rudnova var tillsammans med sin landsman Stanislav Gomozkov Europas bästa par i mixed dubbel mellan 1968 och 1974. De vann då EM titeln fyra gånger i rad. 1976 gick de till semifinal. Hon var även med i det sovjetiska laget som spelade final 1968, 1970, 1974, och 1976. Den första finalen förlorade de mot Tyskland men de tre följande vann de. 
1961 och 1962 vann hon 4 guld i ungdoms-EM.

## Meriter
- Bordtennis VM
  - 1963 i Prag
    - 9:e plats med det sovjetiska laget

  - 1965 i Ljubljana
    - 9:e plats med det sovjetiska laget

  - 1967 i Stockholm
    - 3:e plats singel
    - 3:e plats dubbel med Svetlana Grinberg
    - 3:e plats mixed dubbel med Anatolij Amelin
    - 2:a plats med det sovjetiska laget

  - 1969 i München
    - kvartsfinal singel
    - 1:a plats dubbel med Svetlana Grinberg
    - kvartsfinal mixed dubbel
    - 1:a plats med det sovjetiska laget

  - 1971 i Nagoya
    - kvartsfinal dubbel
    - kvartsfinal mixed dubbel
    - 5:e plats med det sovjetiska laget

  - 1973 i Sarajevo
    - kvartsfinal dubbel
    - 5:e plats med det sovjetiska laget

  - 1977 i Birmingham
    - kvartsfinal dubbel
    - 6:e plats med det sovjetiska laget

- Bordtennis EM
  - 1964 i Malmö
    - 3:e plats singel
    - kvartsfinal dubbel

  - 1968 i Lyon
    - 2:a plats singel
    - 2:a plats dubbel med Svetlana Grinberg
    - 1:a plats mixed dubbel (med Stanislav Gomozkov)
    - 2:a plats med det sovjetiska laget

  - 1970 i Moskva
    - 1:a plats singel
    - 1:a plats dubbel med Svetlana Grinberg
    - 1:a plats mixed dubbel (med Stanislav Gomozkov)
    - 1:a plats med det sovjetiska laget

  - 1972 i Rotterdam
    - 1:a plats singel
    - 3:e plats dubbel med Svetlana Grinberg
    - 1:a plats mixed dubbel (med Stanislav Gomozkov)

  - 1974 i Novi Sad
    - 3:e plats singel
    - 3:e plats dubbel med (Asta Stankene-Gedraitite)
    - 1:a plats mixed dubbel (med Stanislav Gomozkov)
    - 1:a plats med det sovjetiska laget

  - 1976 i Prag
    - kvartsfinal singel
    - 3:e plats mixed dubbel (med Stanislav Gomozkov)
    - 1:a plats med det sovjetiska laget

- Europa Top 12
  - 1972 i Zagreb: 3:e plats
  - 1973 i Böblingen: 4:e plats
  - 1974 i Trollhättan: 1:e plats
  - 1976 i Lübeck: 6:e plats
  - 1977 i Sarajevo: 7:e plats